# Гриффитс, Амелия
Амелия Уоррен Гриффитc, урождённая Роджерс (англ. Amelia Griffiths; 14 января 1768[…], Девон — 4 января 1858, Торки, Девон) — английский альголог.

## Биография
Амелия Гриффитс родилась в Пилтоне (Северный Девон) 14 января 1768 года. В 1794 году она вышла замуж за священника Уильяма Гриффитса, который впоследствии стал викарием в Корнуолле. Муж умер при загадочных обстоятельствах, оставив Амелию одну с пятью детьми.
Амелия поселилась в Торки, где принялась изучать изобилующие на морском побережье водоросли. В этом ей помогала Мэри Уайатт (англ. Mary Wyatt), владелица магазина в Торки. Вместе они составили два тома гербария, содержавшего засушенные и подписанные образцы. Они были опубликованы в 1833 году под заглавием «Algae Danmoniensis»; каждый том содержал около 50 различных видов. Позднее вышли третий и четвёртый тома.
Амелия Гриффитс состояла в переписке с ведущими альгологами своего времени, а также с учёными Робертом Гревиллом и Уильямом Харви. Последний называл её «королевой британских альгологов». Шведский ботаник Карл Агард говорил, что в альгологии для него нет большего авторитета, чем Амелия Гриффитс, и в 1817 году назвал в её честь род красных водорослей Griffithsia.
Амелия Гриффитс занималась изучением водорослей до преклонного возраста и умерла в Торки в 1858 году.